# Thandwe
Thandwe (birman : သံတွဲမြို့), ou Sandoway, est une ville de Birmanie située dans l'État d'Arakan.
C'est un important port de mer.
À 7 kilomètres de la ville se trouve la plage de Ngapali, longue de 3 km, et que le gouvernement a désigné comme une destination touristique majeure. Des hôtels, des clubs de vacances et des cours de golf ont été construits le long de la plage. L'aéroport de Thandwe est desservi par les compagnies aériennes nationales.